# キャロル&チューズデイ
『キャロル&チューズデイ』（CAROLE & TUESDAY）は、ボンズ制作、渡辺信一郎総監督による日本のオリジナルテレビアニメ作品。2019年4月から10月までフジテレビの深夜アニメ枠『+Ultra』ほかにて放送され、Netflixで全世界独占配信も行われた。

## 製作
『カウボーイビバップ』（1998年）や『スペース☆ダンディ』（2014年）に続き、渡辺信一郎（監督）×ボンズ（アニメスタジオ）×フライングドッグ（音楽レーベル）というタッグが放つオリジナル作品。本作はボンズ20周年、かつフライングドッグ10周年記念作品と銘打たれている。
物語は人類が火星に移住してから約50年後、AIが音楽を提供するようになった時代において、2人の少女が協力して音楽を生み出しながらミュージシャンを目指す内容であり、前半の第1クールは2人が出会いデビューを目指すまで、後半の第2クールではデビュー後壁にぶつかりながらも成長していく姿が描かれる。渡辺は音楽マニアとして、いつか音楽ものをライフワークとしてやらねばなるまいと思っていたと話している。

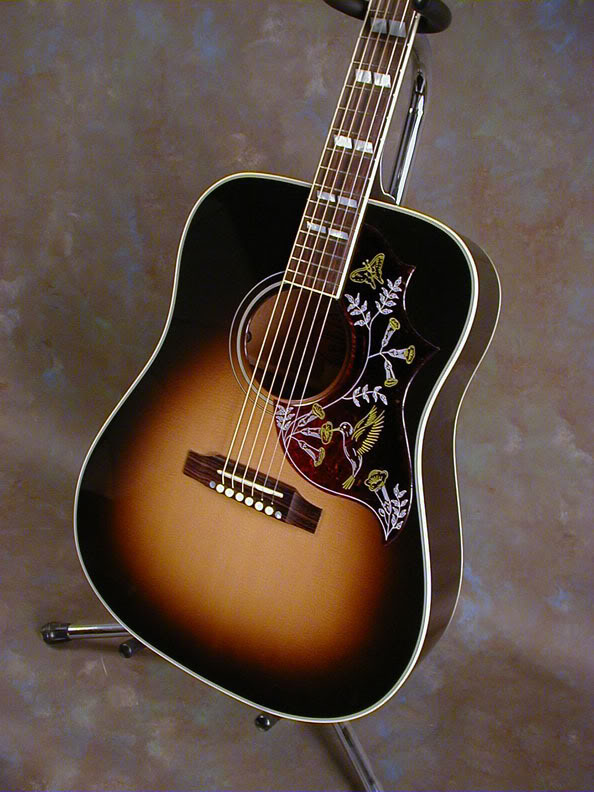
作中でチューズデイが愛用するギブソン・ハミングバード

主題歌および作中歌は、声優とは別の歌い手（シンガーボイス）が担当する。「世界のどこに持っていっても通じる音楽にしたい」という希望から、日本製アニメとしては異例の全編英語歌詞となり、ネイティブイングリッシュでの歌唱を条件とした全世界オーディションを行い、キャロルとチューズデイおよびアンジェラの歌を担当する3人の女性シンガーを選んだ。音楽を担当するモッキー (Mocky) を始めとして、コンポーザーの半数近くは海外ミュージシャンが楽曲を提供している。また、Nordやギブソンといった実在する海外楽器メーカーとタイアップし、作中の楽器に企業ロゴが入っている。作中の音楽シーンは、スタジオで歌手や演奏家・ダンサーのパフォーマンスをマルチカメラで撮影し、それをガイドにして、アニメーターが手描きで作画している（この手法は、渡辺の過去作『坂道のアポロン』で使われている）。

## あらすじ

### 前半（1 - 12話）
人類が火星に移住してから約50年後、人工知能（AI）が流行りの音楽を生み出す時代に、ふたりの少女の歌声が「奇跡の7分間」を起こす。
田舎町ハーシェルシティの裕福な家庭で育った少女チューズデイは、愛用のアコースティックギターを抱えて家出する。首都アルバシティの橋の上でキーボードを弾く少女キャロルと出会い、彼女のアパートで共同生活を始める。意気投合したふたりは一緒に曲を作り、ガールズデュオ「キャロル&チューズデイ」を結成する。ふたりのゲリラ演奏の動画がSNS上で拡散し、気弱な青年ロディと胡散臭い中年男ガスが可能性に惹かれてサポートを買って出る。
ふたりはロディとガスの人脈を頼って音楽業界の有名人に会ってみたり、独自にプロモーションビデオを撮影してみるものの、成功への道筋は見えない。代役で出演した野外フェスでは、一流ミュージシャンとの格の違いを味わう。一方、若者の支持を集める人気モデルアンジェラは、大物音楽プロデューサーのタオをブレーンに付けて、本格的な歌手転向プロジェクトを推進する。
キャロル&チューズデイはオーディション番組「マーズブライテスト」に参加してトーナメントを勝ち上がり、決勝でアンジェラと対戦する。ここに来て、生まれ育ちの違いや狂信的ファンの横槍でふたりはギクシャクするが、実家に連れ戻されたチューズデイをキャロルが迎えに行き、本音で絆を確かめ合う。ふたりは決勝のステージに遅刻して失格になってしまうが、心を込めたパフォーマンスが審査員に認められ、優勝者のアンジェラと共にメジャーデビューが決まる。

### 後半（13 - 24話）
アンジェラはブライテストレコーズと契約し、華々しくデビュー。一方キャロル&チューズデイは、ガスが条件が折り合わないとブライテストレコーズの契約を蹴ってしまう。二人は気難しいプロデューサートビーの元でアルバムをレコーディングし、インディーズ配信を目指すことになった。
大統領選に出馬するチューズデイの母・ヴァレリーは選挙コンサルタントの意見に従い、移民排斥を訴えはじめる。テロ事件が起こったこともあり、支持率は上昇する。人気ラッパー・エゼキエルが違法滞在で強制送還となり、政治批判を歌ったスキップが逮捕されるなど、アーティストの自由が奪われる出来事が続く。危機感を覚えたキャロルとチューズデイは火星中のアーティストによる音楽パフォーマンスを思いつく。二人の提案に賛同し、大晦日の移民メモリアルホールに多くのミュージシャンが集まる。母が亡くなり、タオも逮捕されて孤独になったアンジェラは薬物に溺れ入院していたが、立ち直りホールにあらわれる。午前0時、キャロル&チューズデイと仲間たちの歌が全世界に生配信される。のちに「奇跡の7分間」と呼ばれる出来事であった。

## 登場人物

### 主要人物
キャロル
声 - 島袋美由利 / 歌 - Nai Br.XX
17歳。褐色の肌に縮毛、ストリートファッションの少女。ピアノ・キーボード担当。地球生まれで火星の首都・アルバシティ在住。両親は不明で、教会に捨てられたあと、難民キャンプで育ち、火星に移住。アルバイトで生計を立てている。
チューズデイ
声 - 市ノ瀬加那 / 歌 - Celeina Ann
17歳。金髪碧眼、フェミニンなワンピース姿が多い。アコースティックギター担当。火星の地方都市・ハーセルシティの裕福な家庭に生まれ育った。学校になじめずひきこもっていたが、ミュージシャンになるため家出し、キャロルと出会う。
アンジェラ
声 - 上坂すみれ / 歌 - Alisa
16歳。火星の人気モデル。3歳から芸能活動をしている。歌手への転身を希望し、タオのプロデュースでデビューする。理由ははっきり明かされていないが、母親のダリアとは別居し、一人暮らしをしている。
実はダリアの養女であり、出生記録がない。最終話ではタオと同じ研究者によって作られたデザイナーズチャイルドと判明する。

### 周囲の人々
タオ
声 - 神谷浩史
AIで音楽制作を行うプロデューサー。アンジェラのプロデュースを引き受ける。25年前、違法な遺伝子操作実験で逮捕されたゼーマン博士によって作られたデザイナーズチャイルド。幼少の頃から感情に乏しいと言われ、のちにシュバルツの援助で人の感情を持つAIの研究をしていた。政治から距離を置くスタンスだったが、ジェリーへの協力を断ったあと、突然逮捕される。釈放後、インターギャラクティック社の違法取引の証拠をネット上にアップロードしたあと、アンジェラに出生の秘密を明かし、姿を消した。
ガス
声 - 大塚明夫
54歳。いかつい中年男性で自称・敏腕マネージャー。キャロル＆チューズデイの動画を見てその才能に惚れ込み、マネージャーを買って出る。いい加減な性格だが音楽業界に身を置いていたこともあり、顔が広い。ただし最近の業界事情には疎い。
ロディ
声 - 入野自由
17歳。フリーのAIプログラマー、システムエンジニア。アーティガンのスタッフも務める。キャロル＆チューズデイの動画を撮影しネット上にアップロードしたのがきっかけで二人の売り出しに関わることになる。
アーティガン
声 - 宮野真守
42歳。火星の人気DJ、音楽プロデューサー。アパレルブランドも手掛けるセレブ。マーズ・ブライテストの審査員も務める（準決勝と決勝のみ）。
ダリア
声 - 堀内賢雄
43歳。アンジェラの母親でマネージャーも務めるステージママ。火星環境の影響で体が男性化している。元人気子役で、自分が果たせなかった夢をアンジェラに託している。タオによれば、過去に2回傷害罪で逮捕されたことがある。
ケイティ・キムラ
声 - 東山奈央
アンジェラの新マネージャー。眼鏡をかけている。アンジェラに憧れてマネージャーになった。チューズデイ火傷事件でアンジェラに犯人と疑われ追い出されるが、アンジェラが倒れたあと、病院で付き添いとして復帰した。
ヴァレリー
声 - 宮寺智子
47歳。チューズデイの母親でハーシェル州知事。大統領選に出馬中。家出した娘が選挙に影響しないかやきもきしている。捜索願いも出さずこっそりチューズデイを連れ戻そうとする。選挙コンサルタントのジェリーの勧めで移民排斥を訴え、支持率を伸ばすが、スペンサーからジェリーの悪行を聞かされ、大統領選を辞退する。
スペンサー
声 - 櫻井孝宏
21歳。チューズデイの兄。ハーバード大学火星校に在学するエリート学生。家出したチューズデイに同情し、見守っている。ヴァレリーの選挙活動に参加していたが、ジェリーの移民排斥案に反発し離脱。カイルから声をかけられ、ジェリーの調査に協力。その後、母親の善意を信じ、ジェリーの真実を報告する。
ヘフナー
声 - 大塚芳忠
大型フェス「サイドニアフェス」を取り仕切る音楽界の大物。ガスとは旧知の仲だが、現在は交流は途絶えている。
シュバルツ
声 - 菅生隆之
ヘッジファンドの帝王と呼ばれる資産家。インターギャラクティック社CEO。タオにアンジェラを売り込まれ出資する。ヴァレリーを支援しており、協力を拒んだタオを逮捕に追い込むが、タオに過去の違法取引をばらされ逮捕される。
トビー
声 - 岩崎ひろし
貧民街に住む口の悪い老人。ガス曰く伝説のプロデューサー。キャロル&チューズデイのレコーディングプロデューサーとなる。

### マーズ・ブライテスト
ピョートル
声 - 蒼井翔太
SNSで多くのフォロワーを持つ有名人。スマホで実況しながらマーズ・ブライテストに出場する。のちにGGKとユニット「LOSERS」を組み「奇跡の7分間」に出演した。
シベール
声 - 佐倉綾音
中性的な容姿の少女。チューズデイの大ファンを自称し、マーズ・ブライテストに応募した。
ファイヤー兄弟
声 - 飯塚昭三
マーズ・ブライテスト出場者。99歳の双子の兄弟。
OGブルドッグ
声 - 白熊寛嗣
マーズ・ブライテスト出場者。元ギャング・ドラッグディーラーを自称するが、ステージで嘘だったとばれる。
マーメイド・シスターズ
声 - 浅沼晋太郎
マーズ・ブライテスト出場者。女装した男性コーラスグループ。汚い歌詞の曲を歌った為、苛立ちを覚えたカトリーヌに歌唱を中止させられる。
GGK
声 - 久野美咲
マーズ・ブライテスト出場者。「宇宙とつながっている」などの不思議な発言をする独特のキャラクター。
カトリーヌ
声 - 田村聖子
マーズ・ブライテストの審査員。出場者への評価は厳しい。
ベニート
声 - 落合弘治
マーズ・ブライテストの審査員。カトリーヌとは正反対の穏やかな言動。
シャクティ
声 - 吉野裕行
マーズ・ブライテストの審査員。犬型ロボットのAI。

### 火星のアーティストたち
クリスタル
声 - 坂本真綾 / 歌 - Lauren Dyson
32歳。火星のトップアーティスト。
スキップ
声 - 安元洋貴 / 歌 - Thundercart
35歳。業界人に高く評価されるミュージシャン。
ヨシュア
声 - 梶裕貴
人気バンド「オメガ」のボーカル。奇行やステージキャンセルなどトラブルが多いが熱狂的なファンを持つ。
デズモンド
声 - 山寺宏一
多くのアーティストにリスペクトされ、生ける伝説となっているアーティスト。火星環境の影響で両性具有となっている。生涯ただ一人愛した男性が亡くなってからは、外部とはほとんど接触せず、AIドローンと自宅の植物園で過ごしている。
フローラ
声 - 林原めぐみ
元火星の人気アーティスト。ガスの知り合いでキャロルが憧れる歌手。人気者の重圧に耐えきれず、現在は落ちぶれている。
エゼキエル（アメル）
声 - 木村昴
地球からの移民でラッパーとして活動している。地球の難民キャンプでキャロルと一緒に過ごしていたことがある。インスタを通じてキャロルと再会する。

### 大統領選関係者
ジェリー
声 - 青山穣
ヴァレリーが大統領選のため雇った政治コンサルタント。支持率アップのため地球からの難民を制限するマニフェストを勧める。さらに支持率をあげるため爆破テロ事件をおこしていた。最終話で全てを知ったヴァレリーに絶縁される。
カイル
声 - 諏訪部順一
大統領選を取材するジャーナリスト。チューズデイにも接触する。スペンサーと共にテロ事件の黒幕がジェリーであることをつきとめる。
ハミルトン
声 - 沢木郁也
民主党大統領候補。ヴァレリーのライバル候補。

### その他
ジギー
声 - 福西勝也
キャロルが飼っているフクロウ型ロボット兼目覚まし時計。
イデア
声 - 佐武宇綺
AIロボット。ミュージックビデオ監督を自称し、キャロルたちを騙した詐欺AI。
ダン
声 - 谷昌樹
コインランドリーでファンに絡まれていたキャロルとチューズデイを救った中年男性。地球出身で生き別れになった娘を探しに来ていた。
アーロン
声 - 柿原徹也
IT界の風雲児と呼ばれる青年実業家。アンジェラと交際するが、ブラックナイトが操る自動運転車に大怪我をさせられ、以後アンジェラに近づかなくなる。
ブラックナイト
声 - 石田彰
アンジェラのストーカー。アンジェラを監視するようなメッセージを送り続け、アーロンを襲撃するなど行動がエスカレート。警察にも尻尾をつかませなかったが、タオが所在をつきとめ、サイドニアフェスの舞台袖でマイクロ波銃に倒れた。

## スタッフ
- 原作 - BONES、渡辺信一郎[42]
- 総監督 - 渡辺信一郎[42]
- 監督 - 堀元宣[42]
- キャラクター原案 - 窪之内英策[42]
- キャラクターデザイン - 斎藤恒徳[42]
- メインアニメーター - 伊藤嘉之、紺野直幸[42]
- 世界観デザイン - ロマン・トマ、ブリュネ・スタニスラス[42]
- 美術監督 - 河野羚[42]
- 色彩設計 - 垣田由紀子[42]
- 撮影監督 - 池上真崇[42]
- 3DCGディレクター - 三宅拓馬[42]
- 編集 - 坂本久美子[42]
- MIXエンジニア - 藪原正史
- 音響効果 - 倉橋静男[42]、西佐知子
- 音楽 - Mocky（英語版）[42]
- 音楽制作 - フライングドッグ[42]、フジパシフィックミュージック
- 音楽プロデューサー - 西辺誠、冨永恵介
- プロデューサー - 西辺誠、尾崎紀子
- アニメーションプロデューサー - 天野直樹
- アニメーション制作 - ボンズ[42]
- 製作 - キャロル&チューズデイ製作委員会（フライングドッグ、フジテレビジョン、ボンズ、博報堂DYミュージック&ピクチャーズ、博報堂DYメディアパートナーズ、BSフジ）

## 主題歌
オープニングテーマ
「Kiss Me」（第2話 - 第11話）
作詞・作曲・編曲 - Nulbarich / 歌 - キャロル（Nai Br.XX）&チューズデイ（Celeina Ann）
「Polly Jean」（第13話 - 第24話）
作詞 - LEO今井 / 作曲・編曲 - 小山田圭吾 / 歌 - キャロル（Nai Br.XX）&チューズデイ（Celeina Ann）
エンディングテーマ
「Hold Me Now」（第1話 -第11話）
作詞・作曲・編曲 - ベニー・シングス / 歌 - キャロル（Nai Br.XX）&チューズデイ（Celeina Ann）
「Not Afraid」（第13話 - 第21話）
作詞・作曲・編曲 - Lido / 和訳 - KR Advisory Co., Ltd. / 歌 - アンジェラ（Alisa）
挿入曲
「The Loneliest Girl」（第2話、第12話）
作詞・作曲・編曲 - Benny Sings / 和訳 - KR Advisory Co., Ltd. / 歌 - キャロル（Nai Br.XX）&チューズデイ（Celeina Ann）
「Round & Laundry」（第3話、第6話）
作詞・作曲・編曲 - 津野米咲 / 英訳詞 - Celeina Ann / 歌 - キャロル（Nai Br.XX）&チューズデイ（Celeina Ann）
「Who am I the Greatest」（第3話、第6話）
作曲 - ☆Taku Takahashi / アーティスト - アーティガン
「Move Mountains」（第5話、第9話）
作詞・作曲・編曲 - リド / 歌 - アンジェラ（Alisa）
「Someday I'll Find My Way Home」（第5話）
作詞・作曲・編曲 - Benny Sings / 歌 - キャロル（Nai Br.XX）&チューズデイ（Celeina Ann）
「unrequited love」（第6話）
作詞・作曲・編曲 - Flying Lotus、Thundercat / 歌 - スキップ（Thundercat）
「Unbreakable」（第6話）
作詞・作曲・編曲 - エヴァン・"キッド"・ボガート、Justin Gray / 歌 - クリスタル（Lauren Dyson）
「Never Die」（第8話）
作曲・編曲 - 吉田一郎 / 歌 - ファイヤー兄弟（竹内浩明）
「Dance Tonight」（第8話）
作詞・作曲・編曲 - G.RINA / 歌 - ピョートル（J R Price）
「Bulldog Anthem」（第8話）
作曲・編曲 - YUC'e / 歌 - OGブルドッグ（工藤和真）
「Whispering My Love」（第8話）
作詞・作曲・編曲 - JEN WOOD / 歌 - キャロル（Nai Br.XX）&チューズデイ（Celeina Ann）
「Milky Way」（第9話）
作詞・作曲・編曲 - Taylor McFerrin、Madison McFerrin / 歌 - GGK（Madison McFerrin）
「Galactic mermaid」（第9話）
作詞・作曲 - クリヤマユウリ / 編曲 - 柿本論理 / 歌 - マーメイド・シスターズ（クリヤマユウリ）
「La ballade」（第9話）
作詞 - Jean-Paul Leboutet / 訳詞・作曲・編曲 - Maika Loubté / 編曲 - 柿本論理 / 歌 - シベール（Maika Loubté）
「Gravity Bounce」（第10話）
作詞・作曲・編曲 - Taylor McFerrin, Madison McFerrin / 和訳 - KR Advisory Co., Ltd. / 歌 - GGK（Madison McFerrin）
「All I Want」（第10話）
作詞・作曲・編曲 - Mark Redito / 和訳 - qdopp, Inc. / 歌 - アンジェラ（Alisa）
「Love Yourself」（第10話、第11話）
作詞・作曲・編曲 - G.RINA / 歌 - ピョートル（J R Price）
「Lost My Way」（第11話）
作詞・作曲 - JEN WOOD / 編曲 - JEN WOOD & GABE VANBENSCHOTEN / 和訳 - KR Advisory Co., Ltd. / 歌 - キャロル（Nai Br.XX）&チューズデイ（Celeina Ann）
「Threads」（第12話、第18話）
作詞・作曲・編曲 - アイリック・ボー / 歌 - Eirik Glambek Bøe（Kings of Convenience）
「Light A Fire」（第12話）
作詞・作曲・編曲 - Evan Bogart、Justin Gray / 歌 - アンジェラ（Alisa）
「Breathe Again」（第13話）
作詞・作曲・編曲 - Alison Wonder land, Mark A Jackson & Brendon Scott / 歌 - アンジェラ（Alisa）
「Army Of Two」（第13話 - 第15話、第18話）
作詞・作曲・編曲 - ANDY PLATTS / 和訳 - qdopp, Inc. / 歌 - キャロル（Nai Br.XX）&チューズデイ（Celeina Ann）
「Miserere mei, deus」（第15話）
作詞 - LEO今井 / 作曲・編曲 - 梅林太郎 / 歌 - デズモンド（Maker Starling）
「All I See」（第15話）
作詞 - Shun Ikegai / 作曲 - yahyel / 歌 - デズモンド（Maker Starling）
「Give Yout The World」（第16話）
作詞・作曲・編曲 - Evan Bogart、Justin Gray / 歌 - フローラ（Jessica Karpov）
「Give Yout The World C&T ver.」（第16話）
作詞・作曲・編曲 - Evan Bogart、Justin Gray / 歌 - キャロル（Nai Br.XX）&チューズデイ（Celeina Ann）
「Day By Day」（第16話）
作詞 - 優河 / 作曲 - 高城晶平 / 編曲 - cero / 歌 - キャロル（Nai Br.XX）&チューズデイ（Celeina Ann）
「Take Me Now」（第19話）
作曲 - banvox / 歌 - アーティガン
「LIGHTS GO OUT」（第19話）
作詞・作曲・編曲 - Steve Aoki, MOGUAI, Ole Sturm, Santino Holtzer, Tyler Spry & Jacob Summers / 歌 - アーティガン feat. アンジェラ（Alisa）
「Message in the Wind」（第19話）
作詞・作曲・編曲 - Sensei Bueno / 歌 - キャロル&チューズデイ（Vo.Nai Br.XX & Celeina Ann）
「Beautiful Breakdown」（第20話）
作詞 - Caroline Lufkin / 作曲・編曲 - 梅林太郎 / 歌 - キャロル&チューズデイ（Vo.Nai Br.XX & Celeina Ann）
「Crash The Server」（第20話）
作詞・作曲・編曲 - Steven D Ellison, Donzel Curry / 歌 - エゼキエル（Vo.Denzel Curry）
「Lonestar Jazz」（第21話）
作詞・作曲・編曲 - Steven D Ellison, Donzel Curry / 歌 - アメル（Vo.Denzel Curry）
「Lay It All On Me」（第21話）
作詞・作曲・編曲 - Isaac Gracie / 歌 - キャロル&チューズデイ（Vo.Nai Br.XX & Celeina Ann）
「After The Fire」（第22話）
作詞・作曲・編曲 - ティム・ライス・オクスリー, Fraser T Smith / 歌 - キャロル&チューズデイ（Vo.Nai Br.XX & Celeina Ann）
「Endless」（第22話）
作詞 - Alisa / 作曲・編曲 - D.A.N. / 歌 - アンジェラ（Alisa）
「Streamophone Awards」（第22話）
作曲 - ☆Taku Takahashi
「The Tower」（第23話）
作詞・作曲・編曲 - Justin Hayward-Young, Colo M. Greif-Neil, Timothy Lanham / 歌 - アンジェラ（Alisa）
「Mother」（第24話）
作詞・作曲・編曲 - Evan Bogart, Justin Gray / 歌 - VOICES FROM MARS
このほかに、劇中曲のコンポーザーとして、マーク・レディートの参加がアナウンスされている。

## 各話リスト
サブタイトルは、実在の楽曲名が由来となっている。
| 話数 | サブタイトル                   | 脚本         | 絵コンテ                 | 演出                     | 作画監督                                                                      | 総作画監督 |
| --- | ------------------------------ | ------------ | ------------------------ | ------------------------ | ----------------------------------------------------------------------------- | ---------- |
| episode:01 | True Colors                    | 赤尾でこ     | 堀元宣 渡辺信一郎        | 堀元宣                   | 堀川耕一 ヤマダシンヤ                                                         | 伊藤嘉之   |
| チューズデイは愛用のギターと共に家出したものの、荷物を置き引きされ途方にくれる。路上で弾き語りをしていたキャロルと出会ったチューズデイは彼女のアパートに転がり込む。人気モデルのアンジェラは歌手になるためAIで音楽制作するタオを訪ねる。アパートでセッションしたキャロルとチューズデイは意気投合し、一緒に曲作りをしようと決める。 |                                |              |                          |                          |                                                                               |            |
| episode:02 | Born to Run                    | 赤尾でこ     | 岡本学                   | 三宅将平                 | 水畑健二 大貫健一                                                             | 紺野直幸   |
| キャロルはチューズデイと一緒に作った曲を本物のピアノで弾いてみたいと思いつく。アンジェラはタオからボーカルチェックを受ける。キャロルとチューズデイは火星移民メモリアルホールに侵入し、自作曲「The Loneliest Girl」を演奏。すぐ追い出されたものの、エンジニアのロディが撮影した動画をアップロードする。翌日、動画を見たガスという男が二人の家に現れ、マネージャーに名乗り出る。 |                                |              |                          |                          |                                                                               |            |
| episode:03 | Fire and Rain                  | 中西やすひろ | 中山奈緒美               | 高藤聡                   | 長谷部敦志 飯田遥                                                             | 伊藤嘉之   |
| ガスはキャロルとチューズデイを売り出すべく、アイデアを出しボーカルレッスンを勧めるが、どれもうまくいきそうにない。キャロルとチューズデイはコインランドリーで新曲「Round & Laundry」を作る。アンジェラはタオから機械を使ったボーカルレッスンを受ける。ロディは人気DJアーティガンにフィーチャリングされるという計画を出し、アーティガンにアポを取る。キャロルとチューズデイはアーティガンの豪邸を訪ね、曲を売り込むが、アーティガンは聞きもせず断る。立腹したチューズデイは譜面を燃やし、スプリンクラーを作動させてキャロルと逃走する。 |                                |              |                          |                          |                                                                               |            |
| episode:04 | Video Killed the Radio Star    | うえのきみこ | 岡村天斎                 | 飛田剛                   | 仁井学 斉藤英子                                                               | 紺野直幸   |
| ガスはビデオクリップの制作を提案。ロディはネットフリマでAIロボットイデアを購入。キャロルとチューズデイは新曲「Hold Me Now」を制作。キャロルたちはイデアに指示され、撮影道具を調達。ビデオクリップが撮影されたが、ひどい出来だった。イデアは詐欺ロボットだった。 |                                |              |                          |                          |                                                                               |            |
| episode:05 | Every Breath You Take          | 赤尾でこ     | 岡本学                   | 野亦則行                 | 堀川耕一 ヤマダシンヤ                                                         | 伊藤嘉之   |
| ガスはキャロル&チューズデイのライブを計画。旧知のヘフナーをアポ無しで訪ねるが、相手にされず追い返される。タオはヘッジファンドのシュバルツの前でアンジェラに歌わせ、1200万ウーロンの出資を取り付ける。ロディはライブハウス「マーズラウンジ」の店主・エリザベスと交渉、1曲だけ出演できることになった。キャロルとチューズデイは初めてのライブで新曲「Someday I'll Find My Way Home」を披露。その様子をチューズデイを探しにきたスペンサーが見守っていた。 |                                |              |                          |                          |                                                                               |            |
| episode:06 | Life is a Carnival             | 野村祐一     | 松尾衡                   | 三宅将平                 | 可児里未 水畑健二 大貫健一 石野聡                                             | 紺野直幸   |
| キャロル&チューズデイにサイドニアフェスのメインステージ出演の仕事が舞い込む。人気歌手・ヨシュアのドタキャンに備えてのブッキングだった。翌日、ガスと現地入りしたキャロルとチューズデイは、ベテランミュージシャン・スキップの楽屋にうっかり入り込む。スキップは二人に初心を忘れるなと忠告し、見事なステージを見せる。ヨシュアのファンが待つメインステージに立ったキャロル&チューズデイは、ブーイングを受けながら「Round & Laundry」を歌うが、ヨシュアの登場で退場。悔し泣きする二人に、人気歌手のクリスタルが声をかける。クリスタルにほめられた二人は一転感激し、クリスタルのステージを楽しむ。 |                                |              |                          |                          |                                                                               |            |
| episode:07 | Show Me the Way                | うえのきみこ | 尾崎隆晴                 | 高藤聡                   | 本城恵一朗 斉藤英子 小柏奈弓                                                  | 伊藤嘉之   |
| ガスとロディはキャロル&チューズデイをオーディション番組「マーズ・ブライテスト」に応募する。タオはアンジェラをブランディングのため「マーズ・ブライテスト」特別枠で本選から出場させると決める。予選会場で顔バレしないかと焦るチューズデイは、面接でキャロルの生い立ちを知る。予選を終えたチューズデイは家族のことをキャロルに打ち明け、顔バレは気にしないと決める。1週間後、二人にマーズ・ブライテスト本選8組に残ったとの知らせがくる。 |                                |              |                          |                          |                                                                               |            |
| episode:08 | All The Young Dudes            | 中西やすひろ | 堀元宣                   | 飛田剛                   | 細川耕一 ヤマダシンヤ 大貫健一 水畑健二 石野聡                                | 紺野直幸   |
| マーズ・ブライテスト本選当日、アンジェラに新マネージャー・ケイティが付く。テレビ局に着いたキャロルとチューズデイは、本選出場者でチューズデイの大ファンだというシベールに出会う。アンジェラはタオが顔を見せないことにいら立つ。個性的な出場者に圧倒されながらも、キャロル&チューズデイは「Whispering My Love」を歌い、準決勝出場が決まる。 |                                |              |                          |                          |                                                                               |            |
| episode:09 | Dancing Queen                  | 赤尾でこ     | 神谷友美                 | 神谷友美                 | 下妻日紗子 細田沙織 神谷美也子 満田一 TOMATO 小橋弘侑 濱口漠 アドバンス石神井 | 伊藤嘉之   |
| チューズデイの母・ヴァレリーは大統領選に出馬を表明する。翌週のマーズ・ブライテストを見に来たキャロルとチューズデイ。出番を控えたシベールは、チューズデイにシベール&チューズデイを組もうと迫るが、キャロルに引き離される。タオが会場にあらわれ、キャロルとチューズデイに曲作りにAIを使っていないことだけ聞いて立ち去る。アンジェラはシベールを破り準決勝進出。チューズデイはシベールにコンビ結成を断るが、シベールは腹を立てた様子でその場を去る。 |                                |              |                          |                          |                                                                               |            |
| episode:10 | River Deep, Mountain High      | 野村祐一     | サトウシンジ             | 飛田剛                   | 可児里未 本城恵一朗 斉藤英子 小柏奈弓 水畑健二 斎藤香                         | 紺野直幸   |
| 準決勝にGGK、アンジェラ、ピョートル、キャロル＆チューズデイの4組が揃う。キャロルとチューズデイの楽屋に来たシベールはチューズデイに別れを告げる。タオはアンジェラの出演直前、AIでなく自分の「勘」で曲の変更を命じ、見事決勝進出を決める。チューズデイは出演直前、楽屋に置いてあった「Happy Birthday Tuesday」と書かれた箱を見つけるが、開けた途端右手に火傷をしてしまう。 |                                |              |                          |                          |                                                                               |            |
| episode:11 | With or Without You            | うえのきみこ | 篠原俊哉                 | 野亦則行                 | 堀川耕一 ヤマダシンヤ 大貫健一 石野聡                                         | 伊藤嘉之   |
| 右手を火傷してギターを弾けなくなったチューズデイ。キャロル＆チューズデイは、キャロルのキーボードのみで「Lost My Way」を歌い、決勝戦に進出。ロディはピョートルのアップした動画に、犯人らしき細身の女性が写っているのを発見。それを聞いたアンジェラは犯人はケイティと決めつけ叱責する。真犯人はチューズデイを逆恨みしたシベールだった。キャロルはチューズデイのはっきりしない態度を注意し、このままではアンジェラに勝てないと言うが、チューズデイはどこにも居場所がないと泣き出す。そこへヴァレリーが寄こした車があらわれチューズデイを連れ去る。 |                                |              |                          |                          |                                                                               |            |
| episode:12 | We've Only Just Begun          | 渡辺信一郎   | 渡辺信一郎 堀元宣        | 三宅将平                 | 小柏奈弓 阪本望実 斉藤英子 本城恵一朗 水畑健二 紺野直幸                       | 紺野直幸   |
| チューズデイはハーセルシティの屋敷に連れ戻され、ヴァレリーから選挙のため1週間部屋に閉じ込めると言い渡される。ガスとロディ、キャロルはチューズデイ奪取に向かう。決勝戦当日、チューズデイはスペンサーの協力で屋敷から逃げ出しキャロルと合流。決勝戦会場を目指す。番組がはじまり、アンジェラは見事なパフォーマンスを披露。直後、キャロル＆チューズデイが到着するが、放送スタート前にスタジオに来ていないと失格になると指摘される。二人は失格でも歌いたいと懇願、アンジェラも賛同する。二人は初めて作った曲「The Loneliest Girl」を歌い、観客の喝采を浴びる。審査員のカトリーヌの判断で優勝はアンジェラ、キャロル＆チューズデイにもデビューの機会が与えられる。                                                                                         |                                |              |                          |                          |                                                                               |            |
| episode:13 | Walk This Way                  | 中西やすひろ | 小林寛                   | 高藤聡 宮澤良太 野亦則行 | 堀川耕一 ヤマダシンヤ 大貫健一 斎藤香 可児里未                                | 伊藤嘉之   |
| 時の人となったキャロル＆チューズデイは環境の変化に戸惑う。アンジェラはカトリーヌ立ち合いの記者会見を開き、デビュー曲「Breathe Again」を披露。キャロルとチューズデイはコインランドリーで見知らぬ若者たちに絡まれるが、ダンという男に助けられる。二人はガスとブライテストレコーズに契約に赴くが、条件が折り合わないと断ってしまう。ガスは良い契約を得るため、自主制作で曲を配信することを提案。一同は貧民街に「伝説のプロデューサー」を訪ねる。通りで「Army Of Two」を歌うと斧を持ったトビーがあらわれる。 |                                |              |                          |                          |                                                                               |            |
| episode:14 | The Kids are Alright           | 赤尾でこ     | 板村智幸                 | 村田尚樹                 | 水畑健二 斉藤英子 本城恵一朗 石野聡 斎藤香                                    | 紺野直幸   |
| トビーは悪態をつきながらキャロル＆チューズデイのレコーディングを引き受ける。アンジェラは青年実業家アーロンと交際を始める。キャロルはコインランドリーでダンに再会。タオはアンジェラのコピーAIを制作。ヴァレリーは選挙参謀のジェリーから地球との貿易協定を破棄する公約を勧め、スペンサーは反発。トビーの地下室でバックミュージシャンにスキップたちが集められ、キャロル＆チューズデイ「Army Of Two」のレコーディングがスタート。トビーの指示に耐え抜き、52テイクでようやくOKが出る。帰宅したキャロルに地球に帰るダンが会いに来る。ダンは刑務所で服役中、妻が生んだ子を教会に捨て病死したこと、17年後仮釈放され、子供は養護施設から火星に移住したことを知り、顔を見に来たと打ち明ける。何かに感づいたキャロルは涙ぐみながらダンと再会を約束し、見送る。 |                                |              |                          |                          |                                                                               |            |
| episode:15 | God Only Knows                 | 信本敬子     | 亀井治                   | 飛田剛                   | 堀川耕一 ヤマダシンヤ 大貫健一 菅野宏紀                                       | 伊藤嘉之   |
| 「Army Of Two」の配信が始まる。キャロルとチューズデイは伝説のミュージシャン・デズモンドの自宅に招待される。訪れた一行はデズモンドの生歌に圧倒される。ヴァレリーは大統領選公開討論会で地球移民に対する厳しい意見を熱弁していた。両性具有になったデズモンドは、たった一人愛して亡くなった人のため歌い続けてきたと語り、思いが本物なら多くの人が共感してくれると二人に伝える。デズモンドは薬の服用を断り、もう一曲歌ったあと意識を失う。 |                                |              |                          |                          |                                                                               |            |
| episode:16 | A Natural Woman                | 野村祐一     | 石平信司                 | 由井翠                   | 水畑健二 可児里未 斉藤英子 斎藤香 本城恵一朗                                  | 紺野直幸   |
| 「Army Of Two」はビルボードチャート初登場53位。アンジェラは1位だった。キャロルとチューズデイは若手の登竜門「サウスバイサウスウエスト」に出演することになる。二人は川沿いで演奏していたドラム、ベース、ギターの3人組をバックバンドにスカウト。その後、キャロルたちは元人気歌手でガスが見出したフローラが川沿いに座り込んでいるのを見つける。フローラはキャロルたちの部屋に泊まる。フローラのファンのキャロルは喜ぶが、フローラは音楽の話を嫌がり、翌朝姿を消す。キャロルとチューズデイはサウスバイサウスウエストの会場に急ぎ、ガスはフローラを探す。フローラはガスを捨てたことを悔いるが、ガスは彼女をサウスバイサウスウエストに連れていく。キャロル＆チューズデイはフローラの「Give Yout The World」をカバーし歌う。                                |                                |              |                          |                          |                                                                               |            |
| episode:17 | Head Over Heels                | うえのきみこ | 許平康 亀井治            | 野亦則行                 | 堀川耕一 ヤマダシンヤ 大貫健一 菅野宏紀 小島えり 伊藤嘉之 秋山英一            | 伊藤嘉之   |
| アーティガンはAIマネージャーに資産を持ち逃げされ破産、ロディの元に身を寄せる。キャロル＆チューズデイはアルバム制作に入る。アンジェラはストーカーに悩まされ、アーロンとの交際を続ける。ヴァレリーの政策にスペンサーは反発、選挙運動から離脱する。アーティガンはキャロルからキーボードを借りAIなしで曲を作る。アーティガンはタオを訪ね、自作曲のボーカルにアンジェラを希望。タオは同意しアーティガンと組む。 |                                |              |                          |                          |                                                                               |            |
| episode:18 | Only Love Can Break Your Heart | 中西やすひろ | 板村智幸                 | 高橋聡                   | 斉藤英子 香田知樹 斎藤香 石野聡 紺野直幸                                      | 紺野直幸   |
| アーティガンはサイドニアフェスでの復帰を目指す。アーロンが事故に遭い、アンジェラに監視しているようなメッセージが届く。レコーディング中のキャロル＆チューズデイに秋のサイドニアフェス出演依頼が来る。チューズデイはカイルの取材を受け、母親のヴァレリーがジェリーの助言で政策を変えてきていると教えられる。ウェザープラントで爆発事故が発生。アルバシティの気温は急速に低下する。ヴァレリーは犯人が地球からの移民であり、移民政策を見直すべきと訴えると対立候補との差は縮まる。チューズデイはカイルが欲しがっていたノートをプレゼントしようとするが、カイルが他の女性といるところを見かけショックを受ける。 |                                |              |                          |                          |                                                                               |            |
| episode:19 | People Get Ready               | 赤尾でこ     | 竹下良平 堀元宣          | 蓮井隆弘                 | 堀川耕一 ヤマダシンヤ 大貫健一 可児里未 本城恵一朗 伊藤嘉之                   | 伊藤嘉之   |
| アルバシティに雪が積もる。タオはアンジェラがストーカー「ブラックナイト」の被害に遭っていることを聞き、自宅のドローンや監視カメラが遠隔操作されていることを突き止める。ジェリーはタオにAI技術での協力を求めるが断られる。サイドニアフェス当日、キャロルはラッパーのエゼキエルに見覚えがあり、声をかけるが、無視される。アーティガンは派手なステージで復活、シークレットゲストのアンジェラが新曲で登場。ステージ横ではブラックナイトがアンジェラに銃を構えるがタオが見つけ取り押さえる。キャロル＆チューズデイはステージに座り、二人だけの演奏を聞かせる。 |                                |              |                          |                          |                                                                               |            |
| episode:20 | Immigrant Song                 | 野村祐一     | 宮尾佳和                 | 加藤段像                 | 水畑健二 斉藤英子 小島えり 香田知樹 西尾智恵                                  | 紺野直幸   |
| キャロル＆チューズデイ、アンジェラ、エゼキエルはマーズグラミー賞にノミネートされる。キャロルはエゼキエルが地球で同じ施設にいたアメルではないかと思いインスタに「ポップコーンボムをキメる」と送る。スケートボード場でキャロルとアメルは再会。アメルは犯罪者扱いされる自分たち移民の曲を作ると語る。タオは7年前の違法な臨床実験で逮捕されるが、アンジェラをコピーしたAIを残していった。エゼキエルの新曲が話題を集める。母親の強硬策に悩むスペンサーは、プラントテロ事件にジェリーが関わっているのではないかとカイルに聞かされ驚く。エゼキエルは突然不法滞在移民として逮捕される。アンジェラは、タオが残したアンジェラをコピーしたAIで賞に向けてレッスンすることになるが、ダリアと口論になる。逆上したダリアは卒倒する。                               |                                |              |                          |                          |                                                                               |            |
| episode:21 | It's Too Late                  | うえのきみこ | 篠原俊哉                 | 飛田剛                   | 菅野宏紀 堀川耕一 斎藤香 細川修平 下條祐未                                    | 伊藤嘉之   |
| タオを失い、ダリアも意識不明で入院したアンジェラ。キャロル＆チューズデイはトビーからアルバムのラストナンバーを作れと言われる。アメルは地球に強制送還されることになる。スペンサーはヴァレリーの元に戻り、カイルとの協力でジェリーの周辺を洗う。アメルは収容施設の中で撮影した新曲を発表、キャロルへの思いを伝える。キャロル＆チューズデイはアルバムのラストナンバーを教会で録音する。ガスはグラミー賞のパフォーマンスの共演者にクリスタルをブッキングする。孤独なアンジェラは薬物に溺れる。釈放されたタオはインターギャラクティック社のメインコンピューターへの侵入を試みる。 |                                |              |                          |                          |                                                                               |            |
| episode:22 | Just Like Heaven (song)        | 中西やすひろ | 三宅将平                 | 三宅将平                 | ヤマダシンヤ 可児里未 大貫健一 斉藤英子 本城恵一朗 紺野直幸                   | 紺野直幸   |
| キャロル＆チューズデイはクリスタルから「闇の中の光」というテーマを与えられ、グラミー賞のための新曲を作る。憔悴しきったアンジェラ。だが打ち合わせスタッフにグラミーには必ず出ると約束する。グラミー賞当日、チューズデイはキャロルの誕生日をささやかに祝う。意識を取り戻したダリアはアンジェラに、養女だったのを隠していたと打ち明け死去。マーズグラミー賞が開会。キャロル＆チューズデイとクリスタル「After The Fire」を披露。遅れて会場に到着したアンジェラは最優秀新人賞を受賞。「Endless」を歌うがステージで倒れる。 |                                |              |                          |                          |                                                                               |            |
| episode:23 | Don't Stop Believin'           | 赤尾でこ     | 板村智幸 亀井治          | 野亦則行                 | 堀川耕一 水畑健二 香田知樹 菅野宏紀 小島えり                                  | 伊藤嘉之   |
| アンジェラは薬物過剰摂取のため意識を失い入院。スペンサーはチューズデイに、ジェリーがテロに関わっていたことを公表すると打ち明ける。表現規制の曲を発表したスキップが公務執行妨害で突然逮捕される。危機感を抱いたキャロルとチューズデイは火星中のアーティストが自由を訴える曲を歌い、全世界に配信したいと提案。場所は火星移民メモリアルホールと決め、アーティガンたちはアーティストに声をかけ、キャロルとチューズデイは曲を作る。タオはインターギャラクティック社のコンピューターをハッキングし、情報流出させたあと姿を消すが、意識が戻ったアンジェラの前に現れる。 |                                |              |                          |                          |                                                                               |            |
| episode:24 | A Change is Gonna Come         | 渡辺信一郎   | 小林寛 堀元宣 渡辺信一郎 | 堀元宣 高藤聡            | 可児里未 ヤマダシンヤ 大貫健一 斉藤英子 堀川耕一 齋藤馨 伊藤嘉之              | 紺野直幸   |
| タオはアンジェラと自分の出生の秘密を明かし、「自分の歌を歌うべき」と言い残して姿を消す。キャロルとチューズデイは苦心の末ついに曲を書き上げる。決行の日の大晦日、賛同したミュージシャンがボランティアでメモリアルホールに集まる。退院したアンジェラも参加。スペンサーはカイルの反対を押し切り、ヴァレリーにジェリーの悪行を暴露。ヴァレリーはジェリーと絶縁し、大統領選辞退を決断する。午前０時、メモリアルホールから生配信が始まる。キャロル＆チューズデイと仲間たちは「Mother」を歌い上げる。この出来事はのちに「奇跡の７分間」と呼ばれるようになる。 |                                |              |                          |                          |                                                                               |            |

## 放送局
| 放送期間                 | 放送時間                     | 放送局         | 対象地域   | 備考                                        |
| ------------------------ | ---------------------------- | -------------- | ---------- | ------------------------------------------- |
| 2019年4月11日 - 10月3日  | 木曜 0:55 - 1:25（水曜深夜） | フジテレビ     | 関東広域圏 | 製作参加 / 『+Ultra』枠                     |
|                          | 木曜 1:55 - 2:25（水曜深夜)  | テレビ西日本   | 福岡県     |                                             |
| 2019年4月14日 - 10月6日  | 日曜 1:55 - 2:25（土曜深夜） | 東海テレビ     | 中京広域圏 |                                             |
| 2019年4月15日 - 10月7日  | 月曜 1:15 - 1:45（日曜深夜） | 北海道文化放送 | 北海道     |                                             |
| 2019年4月17日 - 10月9日  | 水曜 1:55 - 2:25（火曜深夜） | 関西テレビ     | 近畿広域圏 |                                             |
| 2019年4月18日 - 10月10日 | 木曜 0:00 - 0:30（水曜深夜） | BSフジ         | 日本全域   | 製作参加 / BS/BS4K放送 / 『アニメギルド』枠 |

インターネットでは、Netflixにて2019年4月10日に第1話が配信された後、2話以降が毎週木曜日に配信された。

## BD / DVD
| 巻 | 発売日         | 収録話          | 規格品番 | 規格品番 |
| 巻 | 発売日         | 収録話          | BD       | DVD      |
| -- | -------------- | --------------- | -------- | -------- |
| 1  | 2019年10月30日 | 第1話 - 第12話  | VTZF-100 | VTZF-102 |
| 2  | 2020年1月22日  | 第13話 - 第24話 | VTZF-101 | VTZF-103 |

## CD
フライングドッグより発売。

### シングル
Kiss Me/Hold Me Now
2019年5月29日発売、前期OP・EDテーマ曲とそのTVサイズを4曲収録。CD（VTCL-35302）とアナログレコード（VTJL-2）。
Polly Jean/Not Afraid
2019年8月28日発売、後期OP・EDテーマ曲とそのTVサイズを全4曲収録。CD（VTCL-35307）とアナログレコード（VTJL-3）。

### アルバム
TVアニメ「キャロル＆チューズデイ」VOCAL COLLECTION Vol.1
2019年7月31日発売、前期劇中歌18曲を収録。CD (VTCL-60499) 。
TVアニメ「キャロル＆チューズデイ」VOCAL COLLECTION Vol.2
2019年10月30日発売、後期劇中歌19曲を収録。CD (VTCL-60507) 。
TVアニメ「キャロル＆チューズデイ」ORIGINAL SOUNDTRACK
2019年10月30日発売、サウンドトラック30曲を収録。CD (VTCL-60508) 。

## 漫画
- 山高守人によるコミカライズ版が、『ヤングエース』 (KADOKAWA)にて2019年6月号より[52]2020年8月号まで連載。単行本は全3巻
  1. 2019年9月4日発売、ISBN 978-4-04-108700-8
  2. 2020年2月4日発売、ISBN 978-4-04-108701-5
  3. 2020年9月4日発売、ISBN 978-4-04-109925-4

## ライブ
『キャロル＆チューズデイ』 LIVE 〜The Loneliest Girl〜
日時・会場：2019年8月11日 原宿クエストホール
出演アーティスト：キャロル&チューズデイ (Nai Br.XX & Celeina Ann) 、アンジェラ (Alisa)
『キャロル＆チューズデイ』2nd LIVE 〜Army Of Two〜
日時・会場：2019年10月6日 品川プリンス ステラボール
出演アーティスト：キャロル&チューズデイ (Nai Br.XX & Celeina Ann) 、アンジェラ (Alisa)、シベール (Maika Loubté)
『キャロル＆チューズデイ』3rd LIVE 〜Mother〜
日時・会場：2020年1月18日 LINE CUBE SHIBUYA
出演アーティスト：キャロル&チューズデイ (Nai Br.XX & Celeina Ann) 、アンジェラ (Alisa)、クリスタル (Lauren Dyson)、ピョートル (J R Price)、シベール (Maika Loubté)
トークゲスト：島袋美由利（キャロル役）、市ノ瀬加那（チューズデイ役）、上坂すみれ（アンジェラ役）、大塚明夫（ガス役）
ライブ配信サービスMAL Liveを利用して全世界で無料ストリーミング配信が行われた。